# チャカ・トラオレ
チャカ・トラオレ（Chaka Traorè、2004年12月23日 - ）は、コートジボワール・アテクーベ出身のサッカー選手。セリエB・パレルモFC所属。ポジションはFW。

## クラブ経歴

### パルマ・カルチョ1913
2021年1月21日、コッパ・イタリアにて対ラツィオ戦にてプロデビュー。同年4月10日、対ミラン戦にてセリエAデビューを果たしたトラオレは、セリエAでプレーした最初の2004年生まれの選手となった。

### ACミラン
2021年8月30日、ACミランへ移籍しプリマヴェーラの一員として登録される。
2023年7月13日、クラブとの契約を2028年6月30日まで延長したことが発表された。同日トップチームへ昇格を果たす。11月28日、UEFAチャンピオンズリーグのボルシア・ドルトムント戦にて後半32分サムエル・チュクウェゼと交代で途中出場、ミランデビューを果たす。2024年1月2日、コッパ・イタリアにおいて初スタメン出場、後半50分にボックス中央でルーズボールを拾い、シュートをねじ込みプロ初ゴールを決めると、次戦の1月7日セリエA第19節エンポリFC戦にて後半84分ラファエル・レオンと交代で途中出場直後の88分に、カウンターからクリスチャン・プリシッチのパスを受け冷静にゴール右隅へ流し込み、セリエA初ゴールをマークした。
2024年2月1日、パレルモFCへの買取オプション付きで2024年6月30日までのローン移籍が発表された
2024年6月30日、ローン期間満了によりACミランへ復帰。同7月1日、新設したリザーブチームミラン・フトゥーロへ加入。

## 代表経歴
2023年3月、U-23コートジボワール代表に招集され、3月24日にU-23ウズベキスタン代表との国際親善試合にスタメン出場、代表デビューを果たす。

## 私生活
コートジボワールで生まれ、2015年にアフリカの北海岸から小型ボートに乗り、イタリアを目指した。イタリアに到着すると、トラオレと代理人（後に不法移民幇助の罪で有罪判決を受けた）はパルマに向かった。トラオレは偽名で旅行しており、パスポートにはシセと記載されていた。当時11歳だったトラオレは、イタリアで生き残るために様々なアルバイトを引き受けたが、最終的に州都の著名なアカデミークラブであるUSアウダーチェにより発見され、入団を果たした。